# It’s Still Rock and Roll to Me
It’s Still Rock and Roll to Me ist ein Lied von Billy Joel aus dem Jahr 1980, das von ihm geschrieben und von Phil Ramone produziert wurde. Es erschien auf dem Album Glass Houses.

## Geschichte
Bei der Komposition des Liedes orientierte sich Billy Joel an seinem Lied The Entertainer aus dem Jahr 1975. Schlagzeuger Liberty DeVitto habe nach eigener Aussage sofort gewusst, dass der Song ein Hit sein würde. Zu Saxophonist Richie Cannata, der ein Saxophonsolo beitrug, sagte Joel vor der Aufnahme, er solle etwas spielen, „woran sich die Leute noch in 20 Jahren erinnern“ würden.
Die Veröffentlichung des Rock- und New-Wave-Songs war am 12. Mai 1980. In den Vereinigten Staaten und Kanada wurde er ein Nummer-eins-Hit.
Im selben Jahr nahm Weird Al Yankovic eine Parodie unter dem Titel It’s Still Billy Joel to Me auf, die durch das Radioprogramm von Dr. Demento 1980 auch bekannt wurde. Es erschien weder als Single noch auf einem Album. Yankovic sagte in einem Interview: „I wrote that in 1980, but even by 1983 (when my first album came out) it felt a bit dated. Also, we figured that Billy wasn’t very likely to give us his blessing on that one anyway, so we never even bothered asking.“ (Deutsch: „Ich hatte es 1980 geschrieben, aber selbst für mein 1983er Debütalbum fühlte es sich sehr veraltet an. Außerdem dachte ich, dass Billy nicht damit einverstanden wäre. Wir hatten ihn auch nicht gefragt.“)

## Musikvideo
Im Musikvideo trägt Billy Joel das Lied mit Studiomusikern auf einer Bühne vor. Laut den Studiomusikern sang Joel tatsächlich das Lied live auf der Bühne.

## Kommerzieller Erfolg

### Chartplatzierungen
| ChartsChartplatzierungen       | Höchstplatzierung | Wochen |
| ------------------------------ | ----------------- | ------ |
| Vereinigte Staaten (Billboard) | 1 (21 Wo.)        | 21     |
| Vereinigtes Königreich (OCC)   | 14 (11 Wo.)       | 11     |

| ChartsJahrescharts (1980)      | Platzierung |
| ------------------------------ | ----------- |
| Vereinigte Staaten (Billboard) | 9           |

### Auszeichnungen für Musikverkäufe
| Land/Region                  | Auszeichnungen für Musikverkäufe (Land/Region, Auszeichnung, Verkäufe) | Verkäufe  |
| ---------------------------- | ---------------------------------------------------------------------- | --------- |
| Kanada (MC)                  | —                                                                      | 213.000   |
| Neuseeland (RMNZ)            | Platin                                                                 | 15.000    |
| Vereinigte Staaten (RIAA)    | 4× Platin                                                              | 4.000.000 |
| Vereinigtes Königreich (BPI) | Silber                                                                 | 200.000   |
| Insgesamt                    | 1× Silber · 5× Platin ·                                                | 4.428.000 |

Hauptartikel: Billy Joel/Auszeichnungen für Musikverkäufe

## Coverversionen
- 1997: 30footFALL
- 2001: Pretty Boy Floyd
- 2008: Torsten Goods
- 2014: Drake Bell